# Bělušice (district de Kolín)
Pour les articles homonymes, voir Bělušice.
Bělušice (en allemand : Bieluschitz) est une commune du district de Kolín, dans la région de Bohême-Centrale, en République tchèque. Sa population s'élevait à 311 habitants en 2020.

## Géographie
Bělušice se trouve à 10 km au nord-est de Kolín, à 14 km au nord-nord-est de Kutná Hora et à 64 km à l'est de Prague.
La commune est limitée au nord par Býchory et Němčice, à l'est par Lipec et Krakovany, au sud par Týnec nad Labem et à l'ouest par Konárovice.

## Histoire
La première mention écrite du village date de 1356.